# Ernesto Jáuregui Ostos
Ernesto Jáuregui Ostos nació el 4 de agosto de 1923 en el Municipio de Pueblo Viejo, Veracruz, México. Fue investigador (1965-1985) en el Instituto de Geografía y a partir de 1985 en el Centro de Ciencias de la Atmósfera, ambos de la UNAM. Fue miembro del Sistema Nacional de Investigadores desde 1985 hasta su muerte en la Ciudad de México, el 18 de septiembre de 2014.

## Formación Académica
Ingeniero Civil por la Facultad de Ingeniería de la Universidad Nacional Autónoma de México (UNAM), Licenciado en Meteorología por la Universidad de California, EE. UU., se especializó en bioclimatología en el Instituto Francés de la Cooperación Técnica, París, Francia, Maestro en Geografía por el Colegio de Geografía de la UNAM y obtuvo el Doctorado en Ciencias Naturales (magna cum laude) en el Instituto Geográfico de la Universidad de Bonn, Alemania.

## Investigación
Desarrolló diversas líneas de investigación climatológica, en el área de cartografía climatológica participó en la elaboración de varios atlas geográficos a escala nacional, regional, y local. Fue autor de ocho libros sobre la climatología y bioclimatología del país, habiendo producido más de cien artículos en revistas científicas de prestigio internacional, entre las que se cuentan Atmospheric Environment (Estados Unidos), Experientia (Suiza), International Journal of Climatology (Inglaterra) y Erdkunde (Alemania).
	Un área que desarrolló Ernesto Jáuregui desde los años setenta del siglo pasado, fue la climatología y bioclimatología de ciudades, disciplinas en las cuales ocupó una posición de liderazgo en el ámbito nacional e internacional como lo atestigua la designación que como experto en climatología urbana le fue otorgada en 1983 por la Organización Meteorológica Mundial.
	Jáuregui-Ostos fue editor asociado de revistas especializadas nacionales (como Atmósfera y Geofísica Internacional) y del extranjero (Intertnational Journal of Biometeorology, Atmospheric Environment).
A lo largo de su trayectoria participó en múltiples conferencias alrededor del mundo, principalmente en el área de climatolgía urbana y biometeorología. En 1998 fue invitado como autor líder del Grupo de Trabajo II para la elaboración del 3° Reporte de Evaluación (AR3-WG2) del Panel Intergubental de Expertos sobre Cambio Climático.

## Distinciones
Recibió múltiples distinciones como el Premio Universidad Nacional (UNAM) (1994),, la Medalla al Mérito Académico por la Asociación de Personal Académico de la UNAM (1995) y la Medalla Mariano Bárcena (1997) otorgado por la Unión Geofísica Mexicana la medalla al mérito Geográfico por la Facultad de Geografía de la Universidad Autónoma del Estado de México, la Medalla al Mérito Universitario (Universidad Veracruzana, 2008). En junio de 2006 la Asociación Internacional de Climatología Urbana (IAUC, por sus siglas en inglés) le otorgó la presea Luke Howard el cual es el reconocimiento internacional más prestigiado en climatología urbana. La American Meteorological Society lo galardonó con el premio Helmut E. Landsberg en 2012 en reconocimiento a su trabajo que impulsó la investigación del clima en las ciudades tropicales.

## Obra
Su trabajo se desarrolló principalmente en cuatro líneas de investigación: climatología sinóptica y de mesoescala, climatología de la contaminación atmosférica y climatología y bioclimatología de las ciudades. A continuación, se listan los artículos de investigación de diferentes revistas arbitradas tanto nacionales como internacionales, libros y publicaciones en los que Ernesto Jáuregui fue uno de los autores principales.

### Climatología urbana
- Jáuregui, E., 1961. El clima de la ciudad de Cuernavaca, Ing. Hidr. en México. Vol. XV(3), 1-16, México.
- Jáuregui, O. E., 1965. Mesoclima y bioclima del Valle de México, Publicaciones del Instituto de Geografía-UNAM, Vol. 1, 99-123, México.

- Jáuregui O. E., 1974. Las investigaciones sobre el clima urbano y contaminación del aire en la República Federal de Alemania. Boletín del Instituto de Geografía-UNAM, Vol. V, 71-89, México. DOI: https://doi.org/10.14350/rig.58878
- Jáuregui, O. E., 1974. “La isla de lluvia” de la Ciudad de México. Recursos Hidr. Vol. III(2), 138-151, México.
- Jáuregui, O. E., 1975. Microclima del Bosque de Chapultepec. Boletín del Instituto de Geografía-UNAM, No. VI, 63-72, México. DOI: https://doi.org/10.14350/rig.58892
- Jáuregui, O. E., 1979. La isla de calor en Toluca, Méx. Boletín del Instituto de Geografía–UNAM, No. IX, 27-37, México. DOI: https://doi.org/10.14350/rig.58913
- Jáuregui E, 1993. La isla de calor urbano de la Ciudad de México a fines del siglo XIX, Boletín del Instituto de Geografía-UNAM, 26, 31-39, México. ISSN-199-4611. DOI: https://doi.org/10.14350/rig.59016
- Jáuregui, O. E., 1995. Algunas alteraciones de largo período del clima de la Ciudad de México debidas a la urbanización. Revisión y perspectivas. Boletín del Instituto de Geografía-UNAM, 31, 9-44, México. DOI: https://doi.org/10.14350/rig.59035
- Jáuregui, E., 1973. The urban climate of Mexico City. Erdkunde, Vol. XXVII(4), 298-307, Bonn, Alemania. https://www.erdkunde.uni-bonn.de/archive/1973/the-urban-climate-of-mexico-city/at_download/attachment
- Jáuregui E. y D. Klaus, 1982. Stadtklimatische Effekte der Raum-Zeitlichen Niederschlangsverteilung Aufgezeigt am Beispiel von Mexiko-Stadt. Erkunde, Vol. 6 278-286, Bonn, Alemnia. DOI: 10.3112/erdkunde.1982.04.05 https://www.erdkunde.uni-bonn.de/archive/1982/stadtklimatische-effekte-der-raum-zeitlichen-niederschlagsverteilung-aufgezeigt-am-beispiel-von-mexiko-stadt
- Klaus D., E. Jáuregui und W. Lauer, 1983. Stadbedingte Niederschlagseffekte im Grossraum von Mexiko City, Arch. Met. Geoph. Biocl. Ser. B 33(3), 275-288. Bonn, Alemania.
- Jáuregui, E,.1986. Urban climatology and its applications with special regard to tropical areas. WMO 652, 26-45. https://library.wmo.int/?lvl=notice_display&id=7604
- Jáuregui. O. E, 1987. Urban heat island development in medium and large urban areas in Mexico. Erkunde, 41, 48-51, México. DOI: 10.3112/erdkunde.1987.01.06 https://www.erdkunde.uni-bonn.de/archive/1987/urban-heat-island-development-in-medium-and-large-urban-areas-in-mexico

- T. R. Oke, G. Zeuner and Jáuregui E, , 1992. The surface energy balance in Mexico City. Atmospheric Environment, 26B, 4, 433-444. DOI: https://doi.org/10.1016/0957-1272(92)90050-3
- Jáuregui E, L. Godínez and F. Cruz, 1992, Aspects of heat-island development in Guadalajara, Mexico. Atmospheric Environment, 26B, 3, 391-396, Inglaterra. DOI: https://doi.org/10.1016/0957-1272(92)90014-J
- Jáuregui E., 1993. Mexico City’s urban heat island revisited, Erdkunde, Band. 185-195, Bonn, Alemania. https://www.erdkunde.uni-bonn.de/archive/1993/mexico-citys-urban-heat-island-revisited/at_download/attachment
- Jáuregui, E., 1993. Bibliography of urban climate in tropical areas 1981-91, World Meteorologial Organization WCASP/TD, No. 552, 97pp. Ginebra, Suiza. https://library.wmo.int/index.php?lvl=notice_display&id=11557
- Jáuregui, E., 1996. Bibliography of urban climatology for the period 1992-95, WMO, Special on Urban Climate in Tropical/Subtropical Areas, WMO/TD, No. 759, 36 pp., Geneva, Suiza. https://library.wmo.int/index.php?lvl=notice_display&id=11568
- Jáuregui, E. and A. Tejeda, 1997. Urban–rural humidity contrasts in Mexico City, Int. Jour. of Climat., 17, 187-196. DOI: https://doi.org/10.1002/(SICI)1097-0088(199702)17:2<187::AID-JOC114>3.0.CO;2-P
- Jáuregui, E., 1997. Heat island development in Mexico City, Atmosph. Env. 31, 22, 3821-3831. Elsevier Science, Ingl. DOI: https://doi.org/10.1016/S1352-2310(97)00136-2
- Jáuregui, E. and E.Luyando, 1998. Long-term association between pan evaporation and the urban heat island in Mexico City. Atmósfera, 11, 1, 45-60, México. https://www.revistascca.unam.mx/atm/index.php/atm/article/view/8425
- T. R. Oke, R.  A. Spronken-Smith, E. Jáuregui, C. S. B. Grimmond, 1999. The energy balance of central Mexico City during the dry season. Pergamon, Atmospheric Environment, 33, 3919-3930. Elsevier Science (eds.). DOI: https://doi.org/10.1016/S1352-2310(99)00134-X
- Barradas, V., A. Tejeda-Martínez, E. Jáuregui, 1999. Energy balance measurements in a suburban vegetated area in Mexico City. Pergamon, Atmospheric Environment, 33, 4109-4113. Elsevier Science (eds.). DOI: https://doi.org/10.1016/S1352-2310(99)00152-1
- Jáuregui O., E., 2000. El clima de la Ciudad de México. 129pp. Plaza y Valdez (eds). México, D. F. http://www.publicaciones.igg.unam.mx/index.php/ig/catalog/book/51
- Jáuregui, E., A. Jazcilevich, Fuentes, V., and E. Luna, 2000. Simulated urban climate response to historical land use modification in the basin of Mexico. Climatic Change, 44, 515-536. Kluwer Academic Publishers, Holanda. DOI: https://doi.org/10.1023/A:1005588919627
- Martínez-Arroyo A., and E. Jáuregui. 2000. On the environmental role of urban lakes in Mexico City.  Urban Ecosystems, 4, 145-166. DOI: https://doi.org/10.1023/A:1011355110475
- Jáuregui, E. 2004. Impact of land-use changes on the climate of the Mexico City Region. Investigaciones Geográficas Boletín Inst. de Geografía,  UNAM , vol. 55, 46-60.
- Tejeda, A. y Jáuregui, E. 2005. Surface energy balance measurements in the Mexico City region: a review. Atmósfera, 18 (2), 1-23. https://www.revistascca.unam.mx/atm/index.php/atm/article/view/8535
- Jáuregui, E. 2005. Possible impact of urbanization on the termal climate of some large cities in México. Atmósfera, 18(4), 249-252. https://www.revistascca.unam.mx/atm/index.php/atm/article/view/8550
- García-Cueto , R., Jáuregui, E.,  Toudert, D.,  Tejeda, A. 2007. Detection of the urban heat island in Mexicali B. C. and its Relationship with land use. Atmósfera 20 (2), 111-131 p. https://www.revistascca.unam.mx/atm/index.php/atm/article/view/8578/8048

### Bioclimatología humana
- Jáuregui, O. E., 1971. Evaluación del bioclima en dos clínicas de la Ciudad de México, Boletín del Instituto de Geografía-UNAM, Vol. IV, 23-36, México. DOI: https://doi.org/10.14350/rig.58859
- Jáuregui, O. E. and C. Soto, 1967. Wet-bulb temperature and discomfort index areal distribution in Mexico, Inter. Jour. of Biomet., Vol. 11(1), 21-28, Holanda. DOI: https://doi.org/10.1007/BF01424271
- Jáuregui E, 1991. The human climate of tropical cities: an overview. Int. Jour. Meteorol., 35, 151-160. DOI: https://doi.org/10.1007/BF01049061
- Jáuregui E, 1993. Urban bioclimatology in developing countries. Experientia, Vol. 49, II, 964-968, Basilea, Suiza. DOI: https://doi.org/10.1007/BF02125643
- Jáuregui, E. J. Cervantes and A. Tejeda, 1996. Bioclimatic conditions in Mexico City-an assessment. Int. Jour. of Biomet., 40, 166-177. DOI: https://doi.org/10.1007/s004840050038
- Jáuregui, E., 1997. The last Ms for 40th anniversary isuue. Aspects of urban human biometeorology, Int. Jour. Biomet., 40, 58–61. DOI: https://doi.org/10.1007/BF02439413
- Jáuregui, E. and A. Tejeda. 2001. A scenario of bioclimatic conditions in Mexico City for CO2 doubling. Atmósfera, Vol. 14, 3, 125-138. https://www.revistascca.unam.mx/atm/index.php/atm/article/view/8481

### Climatología de la calidad del aire
- Jáuregui, O. E., 1958. El aumento de la turbiedad del aire en la Ciudad de México. Ing. Hidr. en México, Vol. XII(3), pp. 1-10, México.
- Jáuregui, O. E., 1960. Las tolvaneras de la Ciudad de México. Ing. Hidr. en México, Vol. XIV(2); 1-7, México.
- Jáuregui, O. E., 1969. Aspectos meteorológicos de la contaminación del aire de la Ciudad de México. Ing. Hidr. en México, Vol. XXIII(1), 17-28, México.
- Jáuregui, E., 1981. Climatología de difusión de la ciudad de Tijuana, B. C. Boletín del Instituto de Geografía–UNAM, XI, 55-91, México. DOI: https://doi.org/10.14350/rig.58936
- Jáuregui O., E, 1983. Una primera estimación de las condiciones de difusión atmosférica en la República Mexicana. Boletín del Instituto de Geografía-UNAM, XIII, 9-51. México. DOI: https://doi.org/10.14350/rig.58953
- Jáuregui. O. E, 1984. La distribución espacial y temporal del monóxido de carbono en la Ciudad de México, y su relación con algunos factores meteorológicos, Boletín del Instituto de Geografía-UNAM, 14, 93-126, México. DOI: https://doi.org/10.14350/rig.59470
- Jáuregui. O. E, 1984. Aspectos climáticos de almacenamiento de granos en México. Boletín del Instituto de Geografía-UNAM, 14, 43-91, México. DOI: https://doi.org/10.14350/rig.59469
- Jáuregui E, 1989. Variaciones espaciales y temporales del plomo atmosférico en la Ciudad de México, Geografía y Desarrollo, Vol. II (4), 15-21, México.
- Klaus, D. y E. Jáuregui, 1979. Análisis espectral del bióxido de azufre en la Ciudad de México y su relación con algunos parámetros meteorológicos. Geofís. Int., Vol. 18(3), 263-308, México. DOI: https://doi.org/10.22201/igeof.00167169p.1979.18.3.940
- Jáuregui, E., M. A. Valdovinos y J. M. Rodríguez, 1980. Atmospheric diffusion characteristics at a coastal site in the tropics. Geofís. Int., Vol. 19(3), 259–268, México. http://revistagi.geofisica.unam.mx/index.php/RGI/article/download/1322/1496/1490
- Jáuregui E., D.Klaus, W. Lauer, 1981. Una Primera estimación del transporte de SO2 sobre la Ciudad de México. Geofís. Int., 20(1), 55-79. México. DOI: https://doi.org/10.22201/igeof.00167169p.1981.20.1.2169
- Jáuregui E., 1983. Variaciones de largo periodo de la visibilidad en la Ciudad de México. Geofís. Int., Vol. 22(3), 251-275, México. DOI: https://doi.org/10.22201/igeof.00167169p.1983.22.3.868
- Jáuregui., E, 1983. Visibility trends in Mexico City. Erkunde, 37(4) 296-300, Bonn, Alemania. https://www.jstor.org/stable/25644697
- Klaus D., W. Lauer und E. Jáuregui, 1988. Schadstoffbelastung und Stadtklima in Mexiko-Stadt. Mitteilungen Deutsche Meteorologische Gesellschaft, E. V. 4, 23-28, Alemania. https://www.steiner-verlag.de/Schadstoffbelastung-und-Stadtklima-in-Mexiko-Stadt/9783515054102
- Jáuregui. O. E, 1988. Local wind and air pollution interaction in the Mexico Basin. Atmósfera, Vol. 1, 131-140, México. https://www.revistascca.unam.mx/atm/index.php/atm/article/view/25944
- Jáuregui. O. E, 1989. The dust storms of Mexico City. Int. Jour. of Climat., Vol. 9, 169–180, Londres, Inglaterra. DOI: https://doi.org/10.1002/joc.3370090205
- Jáuregui E., 1994. Clima urbano y contaminación atmosférica en la Ciudad de Méjico. Análisis actual y aspectos futuros, Umwelt und Gesellschaft in Lateinamerika, Marburger Geographische Schriften. 129, 156-167, Bonn, Alemania.
- Rosas, I., R. Bélmont and E. Jáuregui, 1995. Seasonal variation of atmospheric lead levels in three sites in Mexico City, Atmósfera, 8, 157-168, México. https://www.revistascca.unam.mx/atm/index.php/atm/article/view/8393
- Klaus, D., A. Poth, M. Voss y E. Jáuregui. 2001. Ozone distributions in Mexico City using principal component analysis and its relation to meteorological parameters, Atmósfera Vol. 14 No. 4. https://www.revistascca.unam.mx/atm/index.php/atm/article/view/8484

### Climatología sinóptica y de mesoescala
- Jáuregui, O. E., 1967. Las ondas del este y los ciclones tropicales en México. Ing. Hidr. en México, Vol. XXI(3), 197-208, México.
- Soto M. C. y E. Jáuregui O., 1965. Isotermas extremas e índice de aridez en la República Mexicana, Instituto de Geografía-UNAM, p. 117, 13 mapas, Dirección General de Publicaciones-UNAM, México
- Jáuregui O. E, 1968. Mesoclima de la región Puebla-Tlaxcala, Instituto de Geografía-UNAM, Dirección General de Publicaciones-UNAM, México.
- Soto M. C. y E. Jáuregui O., 1968. Cartografía de elementos bioclimáticos en la República Mexicana. Instituto de Geografía-UNAM, Dirección General de Publicaciones-UNAM, p. 72, 60 mapas, México.
- Jáuregui O. E, 1969. Calendarios de México, Instituto de Geografía-UNAM, Dirección General de Publicaciones-UNAM, 9-29, México. https://ru.iis.sociales.unam.mx/bitstream/IIS/5962/2/LosCalendariosDeMx1.pdf
- Jáuregui, O. E., 1969. El clima del Valle del Río Colorado. Boletín del Instituto de Geografía-UNAM , Vol. 1, 31-64, México. DOI: https://doi.org/10.14350/rig.59180
- Jáuregui, O. E., 1969. Algunos conceptos modernos sobre la circulación general de la atmósfera, Boletín del Instituto de Geografía-UNAM , Vol. II, 209–236, México. DOI: https://doi.org/10.14350/rig.30435
- Jáuregui, O. E., 1970. La erosión hidráulica y eólica en México y sus efectos en las estructuras hidráulicas y en los núcleos de población. Boletín del Instituto de Geografía-UNAM, No. 3, 39-60, México. DOI: https://doi.org/10.14350/rig.58845
- Soto M. C. y E. Jáuregui, 1970. Frecuencia y distribución de algunos elementos del clima del estado de Querétaro. Boletín del Instituto de Geografía-UNAM,  No. 3, 103-139, México. DOI: https://doi.org/10.14350/rig.58851
- Jáuregui, O. E., 1971. Variaciones de largo periodo de los tipos de tiempo de superficie en México. Boletín del Instituto de Geografía-UNAM, Vol. IV, 7-22, México. DOI: https://doi.org/10.14350/rig.58858
- Jáuregui, O. E., 1971. Mesomicroclima de la Ciudad de México, Dir. Gral. de Publs.-UNAM, Primera Ed., México.
- Coll H. y E. Jáuregui, 1974. Las clasificaciones climáticas y su aplicación en México, Anuario de Geografía, Fac. de Filosofía y Letras-UNAM, Vol. XIV, 209-224, México.
- Jáuregui, O. E., 1975. Los sistemas de tiempo en el Golfo de México y su vecindad. Boletín del Instituto de Geografía-UNAM.  No. VI, 7-36, México. DOI: https://doi.org/10.14350/rig.58888
- Jáuregui, O. E. y C. Soto, 1975. La vertiente del Golfo de México. Algunos aspectos fisiográficos y climáticos, Boletín del Instituto de Geografía-UNAM, No. VI, 37-45, México. DOI: https://doi.org/10.14350/rig.58889
- Jáuregui, O. E., 1975. Las zonas climáticas de la Ciudad de México. Boletín del Instituto de Geografía-UNAM , No. VI, 47-58, México. https://www.scielo.org.mx/scielo.php?script=sci_arttext&pid=S0188-46111975000100003
- Klaus, D. y E. Jáuregui E. O., 1975. Variaciones seculares de la circulación general y su relación con la sequía del norte de México. Rec. Hidr. Vol. IV(4), 580-594, México. http://geoprodig.cnrs.fr/items/show/118802
- Jáuregui E., D. Klaus y W. Lauer, 1977. Estimación de la evaporación y evapotranspiración potencial del centro de México. Rec. Hidr. Vol. VI(1), 11-26, México. https://www.adwmainz.de/fileadmin/adwmainz/bibliothek/Wilhelm_Lauer_Publikationsliste/79._Jauregui__E.__Klaus__D._u._Lauer_1978_On_the_Estimation_of_Potential_Evaporation_and....pdf
- Jáuregui, O. E., 1979. Algunos aspectos de las fluctuaciones pluviométricas en México en los últimos cien años. Boletín del Instituto de Geografía-UNAM, 9, 39-64, México. DOI: https://doi.org/10.14350/rig.58914
- Jáuregui, O. E. y F. C. Cruz, 1981. Algunos aspectos del clima de Sonora y Baja California. Equipatas y surgencias de humedad, Boletín del Instituto de Geografía, 10, 143-180, México. DOI: https://doi.org/10.14350/rig.58927
- Jáuregui O. E. y J. Vidal-Bello, 1981. Aspectos de la climatología del estado de México, Boletín del Instituto de Geografía–UNAM, XI, 21-54, México. DOI: https://doi.org/10.14350/rig.58935
- Jáuregui E, 1989. Los ciclones del norte de México y sus efectos sobre la precipitación. Ing. Hidráulica en México, Sep-dic, 43-50, México. http://www.revistatyca.org.mx/ojs/index.php/tyca/article/view/609
- Tejeda, M. A., F. Acevedo y E. Jáuregui, 1989. Atlas climático del estado de Veracruz, 76 mapas, 37 tablas, 25 figuras y 150 páginas, Textos Universitarios, Universidad Veracruzana, Xalapa, Veracruz. https://libros.uv.mx/index.php/UV/catalog/book/TU011
- Jáuregui E. y E. Luyando, 1992. Patrones de flujo del aire superficial y su relación con el transporte de contaminantes en el Valle de México. Boletín del Instituto de Geografía-UNAM, No. 24, 51-78. México. DOI: https://doi.org/10.14350/rig.59008
- Jáuregui, E. e Irma Zitácuaro, 1995. El impacto de los ciclones tropicales del Golfo de México en el estado de Veracruz. La Ciencia y el Hombre. Vol. VII, 21, 75-120. Revista de la Universidad Veracruzana. Xalapa, Ver. https://cdigital.uv.mx/handle/123456789/5331
- Jáuregui E. y D. Klaus, 1976. Some aspects of climate fluctuations in Mexico in relation to drought, Geofís. Int., Vol. 16(1), 45-61, México. DOI: https://doi.org/10.22201/igeof.00167169p.1976.16.1.926
- Jáuregui E., D. Klaus and W. Lauer, 1978. On the estimation of potential evaporation and evapotranspiration in Central Mexico. (Trad. del trabajo anterior), Colloquium Geograph., Vol. 13, 161-190. ISSN 05588-3253. Bonn, Alemania. https://discover.library.noaa.gov/discovery/fulldisplay?docid=alma991000839799707381&context=L&vid=01NOAA_INST:NOAA&lang=en&search_scope=MyInst_and_CI&adaptor=Local%20Search%20Engine&tab=Everything&query=sub,exact,%20Arid%20zones%20,AND&mode=advanced&offset=20
- Jáuregui., E, 1983. Die Gefährdung der nordwestküste Mexikos durch die tropischen zyklonen des nordostpazifiks. Studia Geographica, Festschrift. 16, 123-135, Bonn, Alemania
- Jáuregui. O. E, 1986. Distribución del vapor de agua precipitable en México. Geofís. Int. Vol. 25(2), 353-359, México. DOI: https://doi.org/10.22201/igeof.00167169p.1986.25.2.850
- Jáuregui E, (1990/91). Effects of revegetation and new artificial water bodies on the climate of northeast Mexico City, Energy and Buildings, 15-16, 447-455. DOI: https://doi.org/10.1016/0378-7788(90)90020-J
- Jáuregui E, (1990/91). Influence of a large urban park on temperature and convective. Precipitation in a tropical city. Energy and Buildings, 15-16, 457-463, México. DOI: https://doi.org/10.1016/0378-7788(90)90021-A
- Jáuregui E, 1992. Aspects of monitoring local/regional climate change in a tropical region. Atmósfera, 5(2), 69-78, México. http://www.ejournal.unam.mx/atm/Vol05-2/ATM05202.pdf
- Jáuregui, E., 1995. Rainfall fluctuations and tropical storm activity in Mexico, Erdkunde, Band 49, 39-48, Bonn, Alemania. https://www.erdkunde.uni-bonn.de/archive/1995/rainfall-fluctuations-and-tropical-storm-activity-in-mexico/at_download/attachment
- Jáuregui, E. and E. Romales, 1996. Urban effects on convective precipitation in Mexico City. Atmospheric Environment, Pergamon Elsevier Science, Ingl. Vol. 30, 20, 3383-3389. DOI: https://doi.org/10.1016/1352-2310(96)00041-6
- Jáuregui, E., 1997. Climate changes in Mexico during the historical and instrumented periods, Quaternary Int., Pergamon Elsevier Science, Ingl., 43, 7-17. DOI: https://doi.org/10.1016/S1040-6182(97)00015-3
- Jáuregui, E., 1997. Climate variability and climate change in Mexico: A review. Geofís. Int., 36, 3, 201-205. DOI: https://doi.org/10.22201/igeof.00167169p.1997.36.3.658
- Dieter Klaus, Ernesto Jáuregui, Andreas Poth, Gotthard Stein and Mas Voss, 1999. Regular circulation structures in the tropical basin of Mexico City as a consequence of the urban heat island effect. Erkunde. Begründet von Carl Troll. 231-243. DOI: 10.3112/erdkunde.1999.03.04 https://www.erdkunde.uni-bonn.de/archive/1999/regular-circulation-structures-in-the-tropical-basin-of-mexico-city-as-a-consequence-of-the-urban-heat-island-effect
- Jáuregui, E., y E. Luyando , 1999. Global radiation attenuation by air pollution and its effects on the thermal climate in Mexico City. Int. Jour. of Clim. 19:683-694. DOI: https://doi.org/10.1002/(SICI)1097-0088(199905)19:6<683::AID-JOC389>3.0.CO;2-8
- Mendoza B., A Lara, D. Maravilla and E Jáuregui. (2001). Temperature variability in Central Mexico and its possible association to solar activity. Jour. of Atmos Solar Terrestrial Physics, 63 (2001) 1891-1900. DOI: https://doi.org/10.1016/S1364-6826(01)00075-X
- Maravilla, D., B. Mendoza, E. Jauregui and A. Lara. (2004) The main periodicities in the extreme minimum temperature in Northern Mexico and their relation with solar variability. Advances in Space Research. Elsevier, 34, 365-369. DOI: https://doi.org/10.1016/j.asr.2003.02.050
- Mendoza, B., Maravilla, D., Jáuregui, E. 2006. Main periodicities of the minimum extreme temperature of three stations near the Mexican Pacific coast. Atmósfera, 19 (1), 9-22. https://www.revistascca.unam.mx/atm/index.php/atm/article/view/8553
- Mendoza, B. Velasco, V. and Jáuregui, E. 2006. A study of historical droughts in north eastern Mexico. Jour. of Clim. 19, 2916-2934. DOI: https://doi.org/10.1175/JCLI3726.1
- Mendoza, B., V. García-Acosta, V. Velasco, E. Jáuregui, R. Díaz-Sandoval. 2007. Frequency and duration of historical droughts from the 16th centurias in the Mexican Maya lands, Yucatán Peninsula. Climatic Change, 83:151-168. DOI 10.1007/s10584-006-9232-1. https://link.springer.com/article/10.1007/s10584-006-9232-1